# Zwei allein (Fernsehserie)
Zwei allein war die letzte ZDF-Weihnachtsserie 1998.

## Inhalt
Der junge Max läuft aus dem Waisenhaus in Hamburg weg. Er will seinen Freund Sebastian besuchen, der adoptiert wurde und nun in Berlin lebt. Auf seiner Reise schließt er Freundschaft mit dem Hund Juli und sie bestehen einige Abenteuer gemeinsam. Eigentlich gehört der Hund Herrn und Frau Rimmer, die Juli geerbt haben, aber Hunde hassen.

## Ausstrahlungen
Die Serie lief ab dem 21. Dezember 1998 mit sechs knapp einstündigen Folgen im Vorabendprogramm des ZDF. Später wurde die Serie auch in zwölf jeweils knapp halbstündigen Folgen ausgestrahlt.
| Folge | Titel               | Länge | Erstausstrahlung  |
| ----- | ------------------- | ----- | ----------------- |
| 1     | Nichts wie weg hier | 48:57 | 21. Dezember 1998 |
| 2     | Auf frischer Tat    | 48:14 | 22. Dezember 1998 |
| 3     | Und tschüss         | 48:49 | 23. Dezember 1998 |
| 4     | Riskante Wette      | 48:19 | 28. Dezember 1998 |
| 5     | Juli in Gefahr      | 48:40 | 29. Dezember 1998 |
| 6     | Fast am Ziel        | 48:15 | 30. Dezember 1998 |

## DVDs
Die Serie ist am 21. Februar 2014 auf DVD erschienen, die sechs Folgen haben von der FSK die Altersfreigabe ab 6 Jahren erhalten.